# Křižovatka Lehavim
Křižovatka Lehavim (hebrejsky מחלף להבים‎) je mimoúrovňová křižovatka v Negevu, která se nachází severně od místní rady Lehavim, podle které je pojmenovaná. Spojuje dálnici 6 se silnicí 310. Provoz na ní byl zahájen v září 2015 otevřením úseku dálnice 6 mezi ní a křižovatkou Rahat.

## Struktura
Jedná se o křižovatku kosodelníkového typu. 